# European Rugby Challenge Cup 2018/19
Der European Rugby Challenge Cup 2018/19 war die fünfte Ausgabe des European Rugby Challenge Cup, des zweitrangigen europäischen Pokalwettbewerbs im Rugby Union. Dieser Wettbewerb ist der Nachfolger des von 1996 bis 2014 existierenden European Challenge Cup. Es waren 20 Teams aus sieben Ländern beteiligt. Der Wettbewerb begann am 12. Oktober 2018, das Finale fand am 12. Mai 2018 im St. James’ Park in Newcastle upon Tyne statt. Den Titel gewann zum dritten Mal die Mannschaft ASM Clermont Auvergne aus Frankreich.

## Teilnehmer
Teilnahmeberechtigt waren folgende Teams:
- die vier Mannschaften der English Premiership zwischen dem 8. und 11. Platz
- der Meister der englischen RFU Championship
- die sechs Mannschaften der französischen Top 14 zwischen dem 7. und 12. Platz
- der Meister der französischen Pro D2
- der Sieger des Play-offs zwischen dem 13. der Top 14 und dem Zweitplatzierten der Pro D2
- von der Pro14 die verbliebenen fünf Mannschaften aus Italien, Irland und Wales, die sich nicht für den European Rugby Champions Cup qualifizieren konnten (beide Teams aus Schottland nahmen am Champions Cup teil)
- die beiden Gewinner eines Qualifikationswettbewerbs

## Modus
Es gab fünf Gruppen mit je vier Teams. Jedes Team spielte je ein Heim- und ein Auswärtsspiel gegen die drei Gruppengegner. In der Gruppenphase erhielten die Teams:
- vier Punkte für einen Sieg
- zwei Punkte für ein Unentschieden
- einen Bonuspunkt bei vier oder mehr Versuchen
- einen Bonuspunkt bei einer Niederlage mit sieben oder weniger Punkten Differenz

Für das Viertelfinale qualifizierten sich die fünf Gruppensieger (nach Anzahl gewonnener Punkte auf den Plätzen 1–5 klassiert) und die drei besten Gruppenzweiten (auf den Plätzen 6–8 klassiert). Teams auf den Plätzen 1–4 hatten im Viertelfinale Heimrecht. Es spielten der Erste gegen den Achten, der Zweite gegen den Siebten, der Dritte gegen den Sechsten und der Vierte gegen den Fünften.

## Qualifikation
Gruppe A
|    | Team                   | Spiele | Siege | Unent. | Ndlg. | Spiel- punkte | Diff. | Bonus- punkte | Tabellen- punkte |
| -- | ---------------------- | ------ | ----- | ------ | ----- | ------------- | ----- | ------------- | ---------------- |
| 1. | Timișoara Saracens     | 4      | 3     | 0      | 1     | 106:68        | + 38  | 2             | 14               |
| 2. | Heidelberger Ruderklub | 4      | 3     | 0      | 1     | 96:74         | + 22  | 1             | 13               |
| 3. | Rugby Rovigo           | 4      | 2     | 0      | 2     | 89:86         | + 3   | 3             | 11               |
| 4. | Rugby Viadana          | 4      | 1     | 0      | 3     | 43:142        | − 99  | 0             | 4                |

Gruppe B
|    | Team            | Spiele | Siege | Unent. | Ndlg. | Spiel- punkte | Diff. | Bonus- punkte | Tabellen- punkte |
| -- | --------------- | ------ | ----- | ------ | ----- | ------------- | ----- | ------------- | ---------------- |
| 1. | Rugby Calvisano | 4      | 2     | 0      | 2     | 107:52        | + 55  | 4             | 12               |
| 2. | RC Batumi       | 4      | 2     | 0      | 2     | 107:95        | + 12  | 4             | 12               |
| 3. | Petrarca Rugby  | 4      | 2     | 0      | 2     | 99:69         | + 30  | 3             | 11               |
| 4. | CDUL            | 4      | 1     | 0      | 3     | 43:142        | − 99  | 0             | 4                |

| 14. Oktober 2017 14:00 OESZ | Timișoara Saracens | 29 : 25 | Petrarca Rugby | Stadionul Dan Păltinișanu, Timișoara |
| 14. Oktober 2017 14:00 OESZ |                    |         |                | Stadionul Dan Păltinișanu, Timișoara |

| 14. Oktober 2017 15:00 MESZ | Rugby Rovigo | 24 : 13 | RC Batumi | Stadio Mario Battaglini, Rovigo |
| 14. Oktober 2017 15:00 MESZ |              |         |           | Stadio Mario Battaglini, Rovigo |

| 14. Oktober 2017 15:00 MESZ | Heidelberger Ruderklub | 23 : 19 | Rugby Calvisano | Sportzentrum Süd, Heidelberg |
| 14. Oktober 2017 15:00 MESZ |                        |         |                 | Sportzentrum Süd, Heidelberg |

| 14. Oktober 2017 15:00 MESZ | Rugby Viadana | 14 : 19 | CDUL | Stadio Luigi Zaffanella, Viadana |
| 14. Oktober 2017 15:00 MESZ |               |         |      | Stadio Luigi Zaffanella, Viadana |

| 21. Oktober 2017 13:00 GET | RC Batumi | 33 : 16 | Heidelberger Ruderklub | Batumi-Stadion, Batumi |
| 21. Oktober 2017 13:00 GET |           |         |                        | Batumi-Stadion, Batumi |

| 21. Oktober 2017 15:00 MESZ | Petrarca Rugby | 18 : 13 | Rugby Rovigo | Stadio Plebiscito, Padua |
| 21. Oktober 2017 15:00 MESZ |                |         |              | Stadio Plebiscito, Padua |

| 21. Oktober 2017 15:00 MESZ | Rugby Calvisano | 41 : 14 | Rugby Viadana | Centro Sportivo San Michele, Calvisano |
| 21. Oktober 2017 15:00 MESZ |                 |         |               | Centro Sportivo San Michele, Calvisano |

| 21. Oktober 2017 16:00 MESZ | CDUL | 10 : 45 | Timișoara Saracens | Estádio Universitário de Lisboa, Lissabon |
| 21. Oktober 2017 16:00 MESZ |      |         |                    | Estádio Universitário de Lisboa, Lissabon |

| 9. Dezember 2017 15:00 MEZ | Heidelberger Ruderklub | 19 : 15 | Petrarca Rugby | Sportzentrum Süd, Heidelberg |
| 9. Dezember 2017 15:00 MEZ |                        |         |                | Sportzentrum Süd, Heidelberg |

| 9. Dezember 2017 15:00 MEZ | Rugby Viadana | 31 : 27 | RC Batumi | Stadio Luigi Zaffanella, Viadana |
| 9. Dezember 2017 15:00 MEZ |               |         |           | Stadio Luigi Zaffanella, Viadana |

| 9. Dezember 2017 15:00 MEZ | Rugby Rovigo | 45 : 7 | CDUL | Stadio Mario Battaglini, Rovigo |
| 9. Dezember 2017 15:00 MEZ |              |        |      | Stadio Mario Battaglini, Rovigo |

| 9. Dezember 2017 15:00 OEZ | Timișoara Saracens | 15 : 13 | Rugby Calvisano | Stadionul Dan Păltinișanu, Timișoara |
| 9. Dezember 2017 15:00 OEZ |                    |         |                 | Stadionul Dan Păltinișanu, Timișoara |

| 16. Dezember 2017 15:00 MEZ | Rugby Calvisano | 34 : 0 | Rugby Rovigo | Stadio San Michele, Calvisano |
| 16. Dezember 2017 15:00 MEZ |                 |        |              | Stadio San Michele, Calvisano |

| 16. Dezember 2017 15:00 MEZ | CDUL | 7 : 38 | Heidelberger Ruderklub | Estádio Universitário de Lisboa, Lissabon |
| 16. Dezember 2017 15:00 MEZ |      |        |                        | Estádio Universitário de Lisboa, Lissabon |

| 16. Dezember 2017 15:00 MEZ | Petrarca Rugby | 41 : 7 | Rugby Viadana | Stadio Plebiscito, Padua |
| 16. Dezember 2017 15:00 MEZ |                |        |               | Stadio Plebiscito, Padua |

| 16. Dezember 2017 12:00 GET | RC Batumi | 20 : 17 | Timișoara Saracens | Rugby Arena, Batumi |
| 16. Dezember 2017 12:00 GET |           |         |                    | Rugby Arena, Batumi |

Play-off Gruppe A
| 13. Januar 2018 15:00 GET | RC Batumi | 6 : 11 | Timișoara Saracens | Rugby Arena, Batumi |
| 13. Januar 2018 15:00 GET |           |        |                    | Rugby Arena, Batumi |

| 20. Januar 2018 14:00 OEZ | Timișoara Saracens | 21 : 12 | RC Batumi | Cluj Arena, Cluj-Napoca |
| 20. Januar 2018 14:00 OEZ |                    |         |           | Cluj Arena, Cluj-Napoca |

Timișoara Saracens gewann mit einem Gesamtergebnis von 32:18.
Play-off Gruppe B
| 13. Januar 2018 15:00 MEZ | Heidelberger Ruderklub | 34 : 29 | Rugby Calvisano | Sportzentrum Süd, Heidelberg |
| 13. Januar 2018 15:00 MEZ |                        |         |                 | Sportzentrum Süd, Heidelberg |

| 20. Januar 2018 14:00 MEZ | Rugby Calvisano | 13 : 17 | Heidelberger Ruderklub | Stadio San Michele, Calvisano |
| 20. Januar 2018 14:00 MEZ |                 |         |                        | Stadio San Michele, Calvisano |

Der Heidelberger Ruderklub gewann mit einem Gesamtergebnis von 51:42.
Qualifikations-Play-off
| 31. März 2018 | Jenissei-STM Krasnojarsk | 34 : 29 | Krasny Jar Krasnojarsk | Trud-Stadion, Krasnodar |
| 31. März 2018 |                          |         |                        | Trud-Stadion, Krasnodar |

| 31. März 2018 | Timișoara Saracens | 26 : 20 | Heidelberger Ruderklub | Stadionul Dan Păltinișanu, Timișoara |
| 31. März 2018 |                    |         |                        | Stadionul Dan Păltinișanu, Timișoara |

| 21. April 2018 | Krasny Jar Krasnojarsk | 26 : 27 | Jenissei-STM Krasnojarsk | Krasny-Jar-Stadion, Krasnojarsk |
| 21. April 2018 |                        |         |                          | Krasny-Jar-Stadion, Krasnojarsk |

Mit einem Gesamtergebnis von 74:48 gewann Jenissei-STM Krasnojarsk.
| 21. April 2018 | Heidelberger Ruderklub | 27 : 15 | Timișoara Saracens | Sportzentrum Süd, Heidelberg |
| 21. April 2018 |                        |         |                    | Sportzentrum Süd, Heidelberg |

Mit einem Gesamtergebnis von 47:41 gewann der Heidelberger Ruderklub.
European Rugby Continental Shield Finale
| 12. Mai 2018 | Jenissei-STM Krasnojarsk | 24 : 20 | Heidelberger Ruderklub | Campo Rugby Fadura, Getxo |
| 12. Mai 2018 |                          |         |                        | Campo Rugby Fadura, Getxo |

## Auslosung
Die Teilnehmer wurden am 20. Juni 2018 im Olympischen Museum in Lausanne den Vorrundengruppen zugelost. Die Setzreihenfolge basierte auf der Leistung in den jeweiligen Meisterschaften.
| Topf 1 | Sale Sharks        | Benetton Rugby Treviso | Stade Rochelais | Section Paloise          | Northampton Saints |
| Topf 2 | Ospreys            | Harlequins             | Connacht Rugby  | ASM Clermont Auvergne    | Zebre              |
| Topf 3 | Worcester Warriors | Union Bordeaux Bègles  | Bristol Bears   | Newport Gwent Dragons    | SU Agen            |
| Topf 4 | Stade Français     | USA Perpignan          | FC Grenoble     | Jenissei-STM Krasnojarsk | Timișoara Saracens |

## Gruppenphase

### Gruppe 1
|    | Team                  | Spiele | Siege | Unent. | Ndlg. | Spiel- punkte | Diff. | Bonus- punkte | Tabellen- punkte |
| -- | --------------------- | ------ | ----- | ------ | ----- | ------------- | ----- | ------------- | ---------------- |
| 1. | ASM Clermont Auvergne | 6      | 6     | 0      | 0     | 304:117       | + 187 | 6             | 30               |
| 2. | Northampton Saints    | 6      | 4     | 0      | 2     | 282:127       | + 155 | 5             | 21               |
| 3. | Newport Gwent Dragons | 6      | 2     | 0      | 4     | 179:201       | − 22  | 4             | 16               |
| 4. | Timișoara Saracens    | 6      | 0     | 0      | 6     | 49:369        | − 320 | 0             | 0                |

| 13. Oktober 2018 12:30 OESZ | Timișoara Saracens | 17 : 54 | Newport Gwent Dragons | Stadionul Dan Păltinișanu, Timișoara Zuschauer: 1.000 Schiedsrichter: Pierre Brousset (Frankreich) |
| 13. Oktober 2018 12:30 OESZ | (10:26) Bericht    |         |                       | Stadionul Dan Păltinișanu, Timișoara Zuschauer: 1.000 Schiedsrichter: Pierre Brousset (Frankreich) |

| 13. Oktober 2018 15:00 WESZ | Northampton Saints | 20 : 41 | ASM Clermont Auvergne | Franklin’s Gardens, Northampton Zuschauer: 11.712 Schiedsrichter: Nigel Owens (Wales) |
| 13. Oktober 2018 15:00 WESZ | (6:20) Bericht     |         |                       | Franklin’s Gardens, Northampton Zuschauer: 11.712 Schiedsrichter: Nigel Owens (Wales) |

| 19. Oktober 2018 19:45 WESZ | Newport Gwent Dragons | 21 : 35 | Northampton Saints | Rodney Parade, Newport Zuschauer: 4.600 Schiedsrichter: Mathieu Raynal (Frankreich) |
| 19. Oktober 2018 19:45 WESZ | (0:21) Bericht        |         |                    | Rodney Parade, Newport Zuschauer: 4.600 Schiedsrichter: Mathieu Raynal (Frankreich) |

| 20. Oktober 2018 15:00 MESZ | ASM Clermont Auvergne | 70 : 12 | Timișoara Saracens | Stade Marcel-Michelin, Clermont-Ferrand Zuschauer: 17.211 Schiedsrichter: Ben Blain (Schottland) |
| 20. Oktober 2018 15:00 MESZ | (28:7) Bericht        |         |                    | Stade Marcel-Michelin, Clermont-Ferrand Zuschauer: 17.211 Schiedsrichter: Ben Blain (Schottland) |

| 8. Dezember 2018 12:30 OEZ | Timișoara Saracens | 14 : 47 | ASM Clermont Auvergne | Stadionul Dan Păltinișanu, Timișoara Zuschauer: 2.000 Schiedsrichter: Craig Evans (Wales) |
| 8. Dezember 2018 12:30 OEZ | (7:19) Bericht     |         |                       | Stadionul Dan Păltinișanu, Timișoara Zuschauer: 2.000 Schiedsrichter: Craig Evans (Wales) |

| 8. Dezember 2018 15:00 WEZ | Newcastle Falcons | 48 : 14 | Union Bordeaux Bègles | Franklin’s Gardens, Northampton Zuschauer: 10.637 Schiedsrichter: Thomas Charabas (Frankreich) |
| 8. Dezember 2018 15:00 WEZ | (19:0) Bericht    |         |                       | Franklin’s Gardens, Northampton Zuschauer: 10.637 Schiedsrichter: Thomas Charabas (Frankreich) |

| 15. Dezember 2018 | Timișoara Saracens | 0 : 28 | Northampton Saints | Stadionul Dan Păltinișanu, Timișoara |
| 15. Dezember 2018 | (abgesagt)         |        |                    | Stadionul Dan Păltinișanu, Timișoara |

Absage wegen Unbespielbarkeit des Platzes aufgrund extremer Witterungsbedingungen (Schnee), es stand kein geeigneter Ersatzspielort zur Verfügung. Als 28:0-Bonuspunktsieg für die Northampton Saints gewertet, da der Gastgeber nicht die notwendigen Maßnahmen ergriffen hatte, um das Spiel trotz des schlechten Wetters stattfinden zu lassen.
| 15. Dezember 2018 13:00 MEZ | ASM Clermont Auvergne | 49 : 24 | Newport Gwent Dragons | Stade Marcel-Michelin, Clermont-Ferrand Zuschauer: 15.700 Schiedsrichter: Tom Foley (England) |
| 15. Dezember 2018 13:00 MEZ | (28:17) Bericht       |         |                       | Stade Marcel-Michelin, Clermont-Ferrand Zuschauer: 15.700 Schiedsrichter: Tom Foley (England) |

| 11. Januar 2019 19:30 WEZ | Newport Gwent Dragons | 59 : 3 | Timișoara Saracens | Rodney Parade, Newport Zuschauer: 4.600 Schiedsrichter: Ludovic Cayre (Frankreich) |
| 11. Januar 2019 19:30 WEZ | (17:3) Bericht        |        |                    | Rodney Parade, Newport Zuschauer: 4.600 Schiedsrichter: Ludovic Cayre (Frankreich) |

| 12. Januar 2019 20:00 MEZ | ASM Clermont Auvergne | 48 : 40 | Northampton Saints | Stade Marcel-Michelin, Clermont-Ferrand Zuschauer: 15.629 Schiedsrichter: John Lacey (Irland) |
| 12. Januar 2019 20:00 MEZ | (27:12) Bericht       |         |                    | Stade Marcel-Michelin, Clermont-Ferrand Zuschauer: 15.629 Schiedsrichter: John Lacey (Irland) |

| 18. Januar 2019 19:45 WEZ | Newport Gwent Dragons | 7 : 49 | ASM Clermont Auvergne | Rodney Parade, Newport Zuschauer: 4.306 Schiedsrichter: Ian Tempest (England) |
| 18. Januar 2019 19:45 WEZ | (0:35) Bericht        |        |                       | Rodney Parade, Newport Zuschauer: 4.306 Schiedsrichter: Ian Tempest (England) |

| 18. Januar 2019 19:45 WEZ | Northampton Saints | 111 : 3 | Timișoara Saracens | Franklin’s Gardens, Northampton Zuschauer: 11.739 Schiedsrichter: Joy Neville (Irland) |
| 18. Januar 2019 19:45 WEZ | (45:3) Bericht     |         |                    | Franklin’s Gardens, Northampton Zuschauer: 11.739 Schiedsrichter: Joy Neville (Irland) |

### Gruppe 2
|    | Team               | Spiele | Siege | Unent. | Ndlg. | Spiel- punkte | Diff. | Bonus- punkte | Tabellen- punkte |
| -- | ------------------ | ------ | ----- | ------ | ----- | ------------- | ----- | ------------- | ---------------- |
| 1. | Worcester Warriors | 6      | 5     | 0      | 1     | 150:125       | + 25  | 2             | 22               |
| 2. | Ospreys            | 6      | 2     | 0      | 4     | 141:105       | + 36  | 5             | 13               |
| 3. | Section Paloise    | 6      | 3     | 0      | 3     | 89:127        | − 38  | 1             | 13               |
| 4. | Stade Français     | 6      | 2     | 0      | 4     | 140:163       | − 23  | 4             | 12               |

| 13. Oktober 2018 15:00 WESZ | Wales          | 27 : 0 | Section Paloise | Liberty Stadium, Swansea Zuschauer: 6.072 Schiedsrichter: Tom Foley (England) |
| 13. Oktober 2018 15:00 WESZ | (10:0) Bericht |        |                 | Liberty Stadium, Swansea Zuschauer: 6.072 Schiedsrichter: Tom Foley (England) |

| 13. Oktober 2018 20:00 MESZ | Stade Français  | 27 : 38 | Worcester Warriors | Stade Jean-Bouin, Paris Zuschauer: 6.880 Schiedsrichter: Daniel Jones (Wales) |
| 13. Oktober 2018 20:00 MESZ | (13:24) Bericht |         |                    | Stade Jean-Bouin, Paris Zuschauer: 6.880 Schiedsrichter: Daniel Jones (Wales) |

| 20. Oktober 2018 13:00 MESZ | Section Paloise | 21 : 15 | Stade Français | Stade du Hameau, Pau Zuschauer: 9.730 Schiedsrichter: Craig Maxwell-Keys (England) |
| 20. Oktober 2018 13:00 MESZ | (15:3) Bericht  |         |                | Stade du Hameau, Pau Zuschauer: 9.730 Schiedsrichter: Craig Maxwell-Keys (England) |

| 20. Oktober 2018 15:00 WESZ | Worcester Warriors | 27 : 21 | Ospreys | Sixways Stadium, Worcester Zuschauer: 6.823 Schiedsrichter: Pierre Brousset (Frankreich) |
| 20. Oktober 2018 15:00 WESZ | (15:10) Bericht    |         |         | Sixways Stadium, Worcester Zuschauer: 6.823 Schiedsrichter: Pierre Brousset (Frankreich) |

| 7. Dezember 2018 19:00 MEZ | Section Paloise | 21 : 6 | Worcester Warriors | Stade du Hameau, Pau Zuschauer: 6.149 Schiedsrichter: Frank Murphy (Irland) |
| 7. Dezember 2018 19:00 MEZ | (7:6) Bericht   |        |                    | Stade du Hameau, Pau Zuschauer: 6.149 Schiedsrichter: Frank Murphy (Irland) |

| 8. Dezember 2018 15:00 WEZ | Ospreys         | 51 : 20 | Stade Français | Liberty Stadium, Swansea Zuschauer: 5.893 Schiedsrichter: Craig Maxwell-Keys (England) |
| 8. Dezember 2018 15:00 WEZ | (23:13) Bericht |         |                | Liberty Stadium, Swansea Zuschauer: 5.893 Schiedsrichter: Craig Maxwell-Keys (England) |

| 14. Dezember 2018 19:45 MEZ | Stade Français | 12 : 3 | Ospreys | Stade Jean-Bouin, Paris Zuschauer: 8.540 Schiedsrichter: Mike Adamson (Schottland) |
| 14. Dezember 2018 19:45 MEZ | (6:0) Bericht  |        |         | Stade Jean-Bouin, Paris Zuschauer: 8.540 Schiedsrichter: Mike Adamson (Schottland) |

| 15. Dezember 2018 15:00 WEZ | Worcester Warriors | 23 : 7 | Section Paloise | Sixways Stadium, Worcester Zuschauer: 6.773 Schiedsrichter: Ian Davies (Wales) |
| 15. Dezember 2018 15:00 WEZ | (20:7) Bericht     |        |                 | Sixways Stadium, Worcester Zuschauer: 6.773 Schiedsrichter: Ian Davies (Wales) |

| 11. Januar 2019 19:45 MEZ | Stade Français | 35 : 14 | Section Paloise | Stade Jean-Bouin, Paris Zuschauer: 4.250 Schiedsrichter: Daniel Jones (Wales) |
| 11. Januar 2019 19:45 MEZ | (7:7) Bericht  |         |                 | Stade Jean-Bouin, Paris Zuschauer: 4.250 Schiedsrichter: Daniel Jones (Wales) |

| 12. Januar 2019 15:00 WEZ | Ospreys        | 18 : 20 | Worcester Warriors | Liberty Stadium, Swansea Zuschauer: 6.184 Schiedsrichter: Alexandre Ruiz (Frankreich) |
| 12. Januar 2019 15:00 WEZ | (15:7) Bericht |         |                    | Liberty Stadium, Swansea Zuschauer: 6.184 Schiedsrichter: Alexandre Ruiz (Frankreich) |

| 19. Januar 2019 14:00 MEZ | Section Paloise | 26 : 21 | Ospreys | Stade du Hameau, Pau Zuschauer: 4.524 Schiedsrichter: Frank Murphy (Irland) |
| 19. Januar 2019 14:00 MEZ | (7:0) Bericht   |         |         | Stade du Hameau, Pau Zuschauer: 4.524 Schiedsrichter: Frank Murphy (Irland) |

| 19. Januar 2019 14:00 WEZ | Worcester Warriors | 36 : 31 | Stade Français | Sixways Stadium, Worcester Zuschauer: 6.978 Schiedsrichter: Sean Gallagher (Irland) |
| 19. Januar 2019 14:00 WEZ | (14:28) Bericht    |         |                | Sixways Stadium, Worcester Zuschauer: 6.978 Schiedsrichter: Sean Gallagher (Irland) |

### Gruppe 3
|    | Team                  | Spiele | Siege | Unent. | Ndlg. | Spiel- punkte | Diff. | Bonus- punkte | Tabellen- punkte |
| -- | --------------------- | ------ | ----- | ------ | ----- | ------------- | ----- | ------------- | ---------------- |
| 1. | Sale Sharks           | 6      | 4     | 0      | 2     | 196:108       | + 88  | 6             | 22               |
| 2. | Connacht Rugby        | 6      | 5     | 0      | 1     | 146:120       | + 26  | 2             | 22               |
| 3. | Union Bordeaux Bègles | 6      | 2     | 1      | 3     | 137:171       | − 34  | 2             | 12               |
| 4. | USA Perpignan         | 6      | 0     | 1      | 5     | 117:197       | − 80  | 1             | 3                |

| 12. Oktober 2018 17:45 MESZ | USA Perpignan   | 24 : 41 | Sale Sharks | Stade Aimé-Giral, Perpignan Zuschauer: 8.038 Schiedsrichter: Joy Neville (Irland) |
| 12. Oktober 2018 17:45 MESZ | (16:19) Bericht |         |             | Stade Aimé-Giral, Perpignan Zuschauer: 8.038 Schiedsrichter: Joy Neville (Irland) |

| 13. Oktober 2018 15:00 WESZ | Connacht Rugby | 22 : 10 | Union Bordeaux Bègles | Galway Sportsgrounds, Galway Zuschauer: 4.878 Schiedsrichter: Mike Adamson (Schottland) |
| 13. Oktober 2018 15:00 WESZ | (10:3) Bericht |         |                       | Galway Sportsgrounds, Galway Zuschauer: 4.878 Schiedsrichter: Mike Adamson (Schottland) |

| 20. Oktober 2018 15:00 WESZ | Sale Sharks     | 34 : 13 | Connacht Rugby | AJ Bell Stadium, Sale Zuschauer: 4.249 Schiedsrichter: Ben Whitehouse (Wales) |
| 20. Oktober 2018 15:00 WESZ | (13:13) Bericht |         |                | AJ Bell Stadium, Sale Zuschauer: 4.249 Schiedsrichter: Ben Whitehouse (Wales) |

| 20. Oktober 2018 18:00 MESZ | Union Bordeaux Bègles | 25 : 25 | USA Perpignan | Stade Chaban-Delmas, Bordeaux Zuschauer: 17.129 Schiedsrichter: Tom Foley (England) |
| 20. Oktober 2018 18:00 MESZ | (10:13) Bericht       |         |               | Stade Chaban-Delmas, Bordeaux Zuschauer: 17.129 Schiedsrichter: Tom Foley (England) |

| 8. Dezember 2018 15:00 WEZ | Connacht Rugby | 22 : 10 | USA Perpignan | Galway Sportsgrounds, Galway Zuschauer: 5.011 Schiedsrichter: Karl Dickson (England) |
| 8. Dezember 2018 15:00 WEZ | (14:0) Bericht |         |               | Galway Sportsgrounds, Galway Zuschauer: 5.011 Schiedsrichter: Karl Dickson (England) |

| 8. Dezember 2018 18:00 MEZ | Union Bordeaux Bègles | 24 : 50 | Sale Sharks | Stade Chaban-Delmas, Bordeaux Zuschauer: 12.600 Schiedsrichter: Ian Davies (Wales) |
| 8. Dezember 2018 18:00 MEZ | (10:24) Bericht       |         |             | Stade Chaban-Delmas, Bordeaux Zuschauer: 12.600 Schiedsrichter: Ian Davies (Wales) |

| 14. Dezember 2018 19:00 MEZ | USA Perpignan  | 21 : 36 | Connacht Rugby | Stade Aimé-Giral, Perpignan Zuschauer: 5.166 Schiedsrichter: Ian Tempest (England) |
| 14. Dezember 2018 19:00 MEZ | (8:22) Bericht |         |                | Stade Aimé-Giral, Perpignan Zuschauer: 5.166 Schiedsrichter: Ian Tempest (England) |

| 15. Dezember 2018 15:00 WEZ | Sale Sharks   | 14 : 17 | Union Bordeaux Bègles | AJ Bell Stadium, Sale Zuschauer: 3.049 Schiedsrichter: Sean Gallagher (Irland) |
| 15. Dezember 2018 15:00 WEZ | (7:7) Bericht |         |                       | AJ Bell Stadium, Sale Zuschauer: 3.049 Schiedsrichter: Sean Gallagher (Irland) |

| 11. Januar 2019 19:00 MEZ | USA Perpignan   | 27 : 34 | Union Bordeaux Bègles | Stade Aimé-Giral, Perpignan Zuschauer: 3.666 Schiedsrichter: Karl Dickson (England) |
| 11. Januar 2019 19:00 MEZ | (10:21) Bericht |         |                       | Stade Aimé-Giral, Perpignan Zuschauer: 3.666 Schiedsrichter: Karl Dickson (England) |

| 12. Januar 2019 15:00 WEZ | Connacht Rugby | 20 : 18 | Sale Sharks | Galway Sportsgrounds, Galway Zuschauer: 6.229 Schiedsrichter: Pierre Brousset (Frankreich) |
| 12. Januar 2019 15:00 WEZ | (17:7) Bericht |         |             | Galway Sportsgrounds, Galway Zuschauer: 6.229 Schiedsrichter: Pierre Brousset (Frankreich) |

| 19. Januar 2019 15:00 MEZ | Union Bordeaux Bègles | 27 : 33 | Connacht Rugby | Stade Chaban-Delmas, Bordeaux Zuschauer: 11.899 Schiedsrichter: Marius Mitrea (Italien) |
| 19. Januar 2019 15:00 MEZ | (20:19) Bericht       |         |                | Stade Chaban-Delmas, Bordeaux Zuschauer: 11.899 Schiedsrichter: Marius Mitrea (Italien) |

| 19. Januar 2019 15:00 WEZ | Sale Sharks    | 39 : 10 | USA Perpignan | AJ Bell Stadium, Sale Zuschauer: 4.359 Schiedsrichter: Craig Evans (Wales) |
| 19. Januar 2019 15:00 WEZ | (15:5) Bericht |         |               | AJ Bell Stadium, Sale Zuschauer: 4.359 Schiedsrichter: Craig Evans (Wales) |

### Gruppe 4
|    | Team                     | Spiele | Siege | Unent. | Ndlg. | Spiel- punkte | Diff. | Bonus- punkte | Tabellen- punkte |
| -- | ------------------------ | ------ | ----- | ------ | ----- | ------------- | ----- | ------------- | ---------------- |
| 1. | Stade Rochelais          | 6      | 5     | 0      | 1     | 238:104       | + 134 | 4             | 24               |
| 2. | Bristol Bears            | 6      | 4     | 0      | 2     | 267:108       | + 159 | 5             | 21               |
| 3. | Zebre                    | 6      | 3     | 0      | 3     | 153:142       | + 11  | 2             | 14               |
| 4. | Jenissei-STM Krasnojarsk | 6      | 0     | 0      | 6     | 103:407       | − 304 | 1             | 1                |

| 13. Oktober 2018 16:00 KRAT | Jenissei-STM Krasnojarsk | 21 : 82 | Stade Rochelais | Krasny-Jar-Stadion, Krasnojarsk Zuschauer: 8.852 Schiedsrichter: Christophe Ridley (England) |
| 13. Oktober 2018 16:00 KRAT | (36:10) Bericht          |         |                 | Krasny-Jar-Stadion, Krasnojarsk Zuschauer: 8.852 Schiedsrichter: Christophe Ridley (England) |

| 13. Oktober 2018 15:00 WESZ | Bristol Bears   | 43 : 22 | Zebre | Ashton Gate Stadium, Bristol Zuschauer: 4.099 Schiedsrichter: Frank Murphy (Irland) |
| 13. Oktober 2018 15:00 WESZ | (11:20) Bericht |         |       | Ashton Gate Stadium, Bristol Zuschauer: 4.099 Schiedsrichter: Frank Murphy (Irland) |

| 19. Oktober 2018 19:00 MESZ | Stade Rochelais | 64 : 24 | Jenissei-STM Krasnojarsk | Stade Marcel-Deflandre, La Rochelle Zuschauer: 15.000 Schiedsrichter: Vlad Iordăchescu (Rumänien) |
| 19. Oktober 2018 19:00 MESZ | (40:12) Bericht |         |                          | Stade Marcel-Deflandre, La Rochelle Zuschauer: 15.000 Schiedsrichter: Vlad Iordăchescu (Rumänien) |

| 20. Oktober 2018 14:00 MESZ | Zebre           | 20 : 17 | Bristol Bears | Stadio Sergio Lanfranchi, Parma Zuschauer: 2.800 Schiedsrichter: Ludovic Cayre (Frankreich) |
| 20. Oktober 2018 14:00 MESZ | (14:14) Bericht |         |               | Stadio Sergio Lanfranchi, Parma Zuschauer: 2.800 Schiedsrichter: Ludovic Cayre (Frankreich) |

| 8. Dezember 2018 12:00 MSK | Jenissei-STM Krasnojarsk | 14 : 31 | Zebre | Jug-Stadion, Sotschi Zuschauer: 500 Schiedsrichter: Ian Tempest (England) |
| 8. Dezember 2018 12:00 MSK | (14:14) Bericht          |         |       | Jug-Stadion, Sotschi Zuschauer: 500 Schiedsrichter: Ian Tempest (England) |

| 8. Dezember 2018 15:00 WEZ | Bristol Bears   | 22 : 35 | Stade Rochelais | Ashton Gate Stadium, Bristol Zuschauer: 8.589 Schiedsrichter: Ben Whitehouse (Wales) |
| 8. Dezember 2018 15:00 WEZ | (10:14) Bericht |         |                 | Ashton Gate Stadium, Bristol Zuschauer: 8.589 Schiedsrichter: Ben Whitehouse (Wales) |

| 15. Dezember 2018 15:00 MEZ | Zebre          | 58 : 14 | Jenissei-STM Krasnojarsk | Stadio Sergio Lanfranchi, Parma Zuschauer: 1.500 Schiedsrichter: Ben Blain (Schottland) |
| 15. Dezember 2018 15:00 MEZ | (20:7) Bericht |         |                          | Stadio Sergio Lanfranchi, Parma Zuschauer: 1.500 Schiedsrichter: Ben Blain (Schottland) |

| 15. Dezember 2018 20:00 MEZ | Stade Rochelais | 3 : 13 | Bristol Bears | Stade Marcel-Deflandre, La Rochelle Zuschauer: 15.000 Schiedsrichter: Frank Murphy (Irland) |
| 15. Dezember 2018 20:00 MEZ | (3:6) Bericht   |        |               | Stade Marcel-Deflandre, La Rochelle Zuschauer: 15.000 Schiedsrichter: Frank Murphy (Irland) |

| 11. Januar 2019 19:00 MEZ | Stade Rochelais | 32 : 12 | Zebre | Stade Marcel-Deflandre, La Rochelle Zuschauer: 15.000 Schiedsrichter: Craig Maxwell-Keys (England) |
| 11. Januar 2019 19:00 MEZ | (6:12) Bericht  |         |       | Stade Marcel-Deflandre, La Rochelle Zuschauer: 15.000 Schiedsrichter: Craig Maxwell-Keys (England) |

| 12. Januar 2019 12:00 MSK | Jenissei-STM Krasnojarsk | 9 : 65 | Bristol Bears | Jug-Stadion, Sotschi Zuschauer: 100 Schiedsrichter: Mike Adamson (Schottland) |
| 12. Januar 2019 12:00 MSK | (9:27) Bericht           |        |               | Jug-Stadion, Sotschi Zuschauer: 100 Schiedsrichter: Mike Adamson (Schottland) |

| 19. Januar 2019 15:00 WEZ | Bristol Bears  | 107 : 19 | Jenissei-STM Krasnojarsk | Ashton Gate Stadium, Bristol Zuschauer: 7.983 Schiedsrichter: Thomas Charabas (Frankreich) |
| 19. Januar 2019 15:00 WEZ | (50:7) Bericht |          |                          | Ashton Gate Stadium, Bristol Zuschauer: 7.983 Schiedsrichter: Thomas Charabas (Frankreich) |

| 19. Januar 2019 15:00 MEZ | Zebre           | 10 : 22 | Stade Rochelais | Stadio Sergio Lanfranchi, Parma Zuschauer: 1.800 Schiedsrichter: Tom Foley (England) |
| 19. Januar 2019 15:00 MEZ | (10:10) Bericht |         |                 | Stadio Sergio Lanfranchi, Parma Zuschauer: 1.800 Schiedsrichter: Tom Foley (England) |

### Gruppe 5
|    | Team                   | Spiele | Siege | Unent. | Ndlg. | Spiel- punkte | Diff. | Bonus- punkte | Tabellen- punkte |
| -- | ---------------------- | ------ | ----- | ------ | ----- | ------------- | ----- | ------------- | ---------------- |
| 1. | Harlequins             | 6      | 4     | 0      | 2     | 179:113       | + 66  | 5             | 21               |
| 2. | Benetton Rugby Treviso | 6      | 4     | 0      | 2     | 171:106       | + 65  | 4             | 20               |
| 3. | FC Grenoble            | 6      | 2     | 0      | 4     | 92:159        | − 67  | 1             | 9                |
| 4. | SU Agen                | 6      | 2     | 0      | 4     | 112:176       | − 64  | 1             | 9                |

| 13. Oktober 2018 14:00 MESZ | Benetton Rugby Treviso | 40 : 14 | FC Grenoble | Stadio Comunale di Monigo, Treviso Zuschauer: 2.480 Schiedsrichter: Craig Maxwell-Keys (England) |
| 13. Oktober 2018 14:00 MESZ | (14:7) Bericht         |         |             | Stadio Comunale di Monigo, Treviso Zuschauer: 2.480 Schiedsrichter: Craig Maxwell-Keys (England) |

| 13. Oktober 2018 15:00 WESZ | Harlequins     | 54 : 22 | SU Agen | The Stoop, London Zuschauer: 9.532 Schiedsrichter: Ian Davies (Wales) |
| 13. Oktober 2018 15:00 WESZ | (21:8) Bericht |         |         | The Stoop, London Zuschauer: 9.532 Schiedsrichter: Ian Davies (Wales) |

| 19. Oktober 2018 18:30 MESZ | SU Agen         | 20 : 19 | Benetton Rugby Treviso | Stade Armandie, Agen Zuschauer: 3.187 Schiedsrichter: Karl Dickson (England) |
| 19. Oktober 2018 18:30 MESZ | (10:12) Bericht |         |                        | Stade Armandie, Agen Zuschauer: 3.187 Schiedsrichter: Karl Dickson (England) |

| 20. Oktober 2018 20:00 MESZ | FC Grenoble   | 19 : 13 | Harlequins | Stade des Alpes, Grenoble Zuschauer: 7.730 Schiedsrichter: Sean Gallagher (Irland) |
| 20. Oktober 2018 20:00 MESZ | (9:7) Bericht |         |            | Stade des Alpes, Grenoble Zuschauer: 7.730 Schiedsrichter: Sean Gallagher (Irland) |

| 7. Dezember 2018 19:45 MEZ | FC Grenoble    | 22 : 15 | SU Agen | Stade des Alpes, Grenoble Zuschauer: 6.970 Schiedsrichter: Vlad Iordăchescu (Rumänien) |
| 7. Dezember 2018 19:45 MEZ | (12:5) Bericht |         |         | Stade des Alpes, Grenoble Zuschauer: 6.970 Schiedsrichter: Vlad Iordăchescu (Rumänien) |

| 8. Dezember 2018 14:00 MEZ | Benetton Rugby Treviso | 26 : 21 | Harlequins | Stadio Comunale di Monigo, Treviso Zuschauer: 4.600 Schiedsrichter: Daniel Jones (Wales) |
| 8. Dezember 2018 14:00 MEZ | (18:12) Bericht        |         |            | Stadio Comunale di Monigo, Treviso Zuschauer: 4.600 Schiedsrichter: Daniel Jones (Wales) |

| 14. Dezember 2018 18:30 MEZ | SU Agen       | 14 : 10 | FC Grenoble | Stade Armandie, Agen Zuschauer: 2.020 Schiedsrichter: Craig Evans (Wales) |
| 14. Dezember 2018 18:30 MEZ | (6:7) Bericht |         |             | Stade Armandie, Agen Zuschauer: 2.020 Schiedsrichter: Craig Evans (Wales) |

| 15. Dezember 2018 14:00 WEZ | Harlequins     | 20 : 9 | Benetton Rugby Treviso | The Stoop, London Zuschauer: 6.838 Schiedsrichter: Pierre Brousset (Frankreich) |
| 15. Dezember 2018 14:00 WEZ | (17:9) Bericht |        |                        | The Stoop, London Zuschauer: 6.838 Schiedsrichter: Pierre Brousset (Frankreich) |

| 12. Januar 2019 14:00 MEZ | Benetton Rugby Treviso | 34 : 24 | SU Agen | Stadio Comunale di Monigo, Treviso Zuschauer: 2.900 Schiedsrichter: Ben Blain (Schottland) |
| 12. Januar 2019 14:00 MEZ | (12:10) Bericht        |         |         | Stadio Comunale di Monigo, Treviso Zuschauer: 2.900 Schiedsrichter: Ben Blain (Schottland) |

| 12. Januar 2019 15:00 WEZ | Harlequins      | 38 : 20 | FC Grenoble | The Stoop, London Zuschauer: 9.239 Schiedsrichter: Mike Adamson (Schottland) |
| 12. Januar 2019 15:00 WEZ | (28:17) Bericht |         |             | The Stoop, London Zuschauer: 9.239 Schiedsrichter: Mike Adamson (Schottland) |

| 18. Januar 2019 18:45 MEZ | SU Agen        | 17 : 33 | Harlequins | Stade Armandie, Agen Zuschauer: 2.090 Schiedsrichter: Ben Whitehouse (Wales) |
| 18. Januar 2019 18:45 MEZ | (7:19) Bericht |         |            | Stade Armandie, Agen Zuschauer: 2.090 Schiedsrichter: Ben Whitehouse (Wales) |

| 18. Januar 2019 18:45 MEZ | FC Grenoble    | 7 : 39 | Benetton Rugby Treviso | Stade des Alpes, Grenoble Zuschauer: 7.897 Schiedsrichter: Christophe Ridley (England) |
| 18. Januar 2019 18:45 MEZ | (7:27) Bericht |        |                        | Stade des Alpes, Grenoble Zuschauer: 7.897 Schiedsrichter: Christophe Ridley (England) |

## K.-o.-Runde

### Setzliste
Nach der Gruppenphase trafen die fünf Gruppensieger sowie die drei besten Gruppenzweiten aufeinander.
1. ASM Clermont Auvergne
2. Stade Rochelais
3. Sale Sharks
4. Worcester Warriors
5. Harlequins
6. Connacht Rugby
7. Bristol Bears
8. Northampton Saints

### Viertelfinale
| 29. März 2019 19:45 WEZ | Sale Sharks                                                                                                  | 20 : 10        | Connacht Rugby                                                                 | AJ Bell Stadium, Sale Zuschauer: 4.649 Schiedsrichter: Mathieu Raynal (Frankreich) |
| 29. März 2019 19:45 WEZ | Versuche: McGuigan 9. erh. Solomona 14. erh. Erhöhungen: MacGinty (2/2) Straftritte: MacGinty (2/2) 28., 33. | (20:3) Bericht | Versuche: Godwin 67. erh. Erhöhungen: Leader (1/1) Straftritte: Carty (1/2) 7. | AJ Bell Stadium, Sale Zuschauer: 4.649 Schiedsrichter: Mathieu Raynal (Frankreich) |

| 30. März 2019 20:15 WEZ | Worcester Warriors                                                         | 16 : 18       | Harlequins | Sixways Stadium, Worcester Zuschauer: 6.349 Schiedsrichter: Alexandre Ruiz (Frankreich) |
| 30. März 2019 20:15 WEZ | Versuche: Heem 23. n.erh. Howe 46. n.erh. Straftritte: Weir (2/3) 28., 33. | (5:8) Bericht | Versuche: Murley 16. n.erh. Tapuai 67. erh. Erhöhungen: Catrakilis (1/1) Straftritte: Smith (1/1) 36. Catrakilis (1/1) 75. | Sixways Stadium, Worcester Zuschauer: 6.349 Schiedsrichter: Alexandre Ruiz (Frankreich) |

| 31. März 2019 13:45 MESZ | Stade Rochelais | 39 : 15         | Bristol Bears                                                                                         | Stade Marcel-Deflandre, La Rochelle Zuschauer: 15.000 Schiedsrichter: John Lacey (Irland) |
| 31. März 2019 13:45 MESZ | Versuche: Alldritt 12. erh. Strafversuch 20. Doumayrou 26. erh. Liebenberg 40. n.erh. Rattez 71. erh. Erhöhungen: West (2/3) Lamb (1/1) Straftritte: West (2/2) 7., 52. | (29:10) Bericht | Versuche: Luatua 35. erh. O’Conor 79. n.erh. Erhöhungen: Madigan (1/1) Straftritte: Madigan (1/1) 17. | Stade Marcel-Deflandre, La Rochelle Zuschauer: 15.000 Schiedsrichter: John Lacey (Irland) |

| 31. März 2019 19:00 MESZ | ASM Clermont Auvergne | 61 : 38 | Northampton Saints | Stade Marcel-Michelin, Clermont-Ferrand Zuschauer: 15.399 Schiedsrichter: George Clancy (Irland) |
| 31. März 2019 19:00 MESZ | Versuche: Betham (3) 19. n.erh, 48. n.erh, 76. erh. Penaud (3) 25. erh., 57. erh., 75. erh. Strafversuch 27. Nanai-Williams 71. erh. Erhöhungen: Parra (1/3) Laidlaw (4/4) Straftritte: Parra (2/2) 1., 43. Laidlaw (1/1) 69. | Bericht | Versuche: Tuala 55. erh. Burrell 61. erh. Mitchell 63. erh. Hutchinson 65. erh. Moon 78. erh. Erhöhungen: Hutchinson (5/5) Straftritte: Biggar (1/1) 9. | Stade Marcel-Michelin, Clermont-Ferrand Zuschauer: 15.399 Schiedsrichter: George Clancy (Irland) |

### Halbfinale
| 20. April 2019 18:30 MESZ | Stade Rochelais | 24 : 20         | Sale Sharks | Stade Marcel-Deflandre, La Rochelle Zuschauer: 16.000 Schiedsrichter: Nigel Owens (Wales) |
| 20. April 2019 18:30 MESZ | Versuche: Strafversuch 23. Murimurivalu 23. erh. Alldritt 50. erh. Erhöhungen: West (2/2) Straftritte: West (1/2) 16. | (17:17) Bericht | Versuche: Strafversuch 13. erh. Ashton 33. erh. Erhöhungen: MacGinty (1/1) Straftritte: MacGinty (2/3) 20., 68. | Stade Marcel-Deflandre, La Rochelle Zuschauer: 16.000 Schiedsrichter: Nigel Owens (Wales) |

| 20. April 2019 21:00 MESZ | ASM Clermont Auvergne | 32 : 27        | Harlequins | Stade Marcel-Michelin, Clermont-Ferrand Zuschauer: 17.923 Schiedsrichter: John Lacey (Irland) |
| 20. April 2019 21:00 MESZ | Versuche: Lee 31. erh. Penaud 35. erh. Erhöhungen: Parra (2/2) Straftritte: Parra (4/4) 28., 40.+3, 47., 54. Dropgoals: Lopez (2/2) 9., 25. | (26:8) Bericht | Versuche: Brown 38. n.erh. Robshaw 57. erh. Lang 65. erh. Dombrandt 79. n.erh. Erhöhungen: Smith (2/4) Straftritte: Smith (1/1) 12. | Stade Marcel-Michelin, Clermont-Ferrand Zuschauer: 17.923 Schiedsrichter: John Lacey (Irland) |

### Finale
| 10. Mai 2019 19:45 WESZ | ASM Clermont Auvergne | 36 : 16        | Stade Rochelais                                                                        | St. James’ Park, Newcastle upon Tyne Zuschauer: 28.438 Schiedsrichter: Wayne Barnes (England) |
| 10. Mai 2019 19:45 WESZ | Versuche: Penaud 30. erh. Lee 60. erh. Fofana 72. erh. Erhöhungen: Laidlaw (3/3) Straftritte: Parra (1/1) 13. Laidlaw (4/4) 23., 52., 57., 80. | (13:6) Bericht | Versuche: Atonio 65. erh. Erhöhungen: West (1/1) Straftritte: West (3/4) 25., 35., 48. | St. James’ Park, Newcastle upon Tyne Zuschauer: 28.438 Schiedsrichter: Wayne Barnes (England) |

## Statistik

### Meiste erzielte Versuche
Quelle: epcrugby.com
|    | Name          | Versuche | Verein                |
| -- | ------------- | -------- | --------------------- |
| 1. | Peter Betham  | 10       | ASM Clermont Auvergne |
| 2. | Chris Ashton  | 8        | Sale Sharks           |
| 3. | Alex Mitchell | 7        | Northampton Saints    |
| 4. | Tom Pincus    | 6        | Bristol Bears         |
| 4. | Andy Uren     | 6        | Bristol Bears         |

### Meiste erzielte Punkte
|    | Name          | Punkte | Verein                |
| -- | ------------- | ------ | --------------------- |
| 1. | Ihaia West    | 64     | Stade Rochelais       |
| 2. | Marcus Smith  | 59     | Harlequins            |
| 2. | Carlo Canna   | 59     | Zebre                 |
| 4. | Greig Laidlaw | 56     | ASM Clermont Auvergne |
| 5. | Callum Sheedy | 55     | Bristol Bears         |